# Haplochromis antleter
Haplochromis antleter är en fiskart som beskrevs av Mietes och Witte 2010. Haplochromis antleter ingår i släktet Haplochromis och familjen Cichlidae. IUCN kategoriserar arten globalt som akut hotad. Inga underarter finns listade i Catalogue of Life.